# Santa María Quiegolani
Santa María Quiegolani è un comune del Messico, situato nello stato di Oaxaca.